# Anatoli Tchoukanov
Anatoli Alexeïevitch Tchoukanov (né selon les sources le 10 mai 1951 ou 1954 à Novospaskova, Rostov, en Russie soviétique et mort le 12 juin 2021) est un coureur cycliste soviétique des années 1970. Dans l'épreuve des 100 km contre-la-montre par équipes, il fut champion olympique et champion du monde au sein de l'équipe de l'URSS.

## Biographie
Anatoli Tchoukanov, du club Spartak de Vorochilovgrad, est un athlète puissant (1,87 m pour 85 kg). Il intègre l'équipe soviétique en 1976, et participe de la victoire aux Jeux olympiques de Montréal du quatuor des 100 km sur route contre-la-montre. L'année suivante, il est sacré dans la même épreuve champion du monde. 

En 1979, il est en France pour participer au Grand Prix cycliste de L'Humanité. Il remporte la deuxième étape de cette course, effectuée sous une météo d'orages et de vent. Le journaliste Abel Michéa voit le coureur soviétique à l'œuvre : 

« Sous le violent orage qui accablait les coureurs, on vit alors le colosse Anatoli Tchoukanov faire étalage de sa puissance, poussant et tirant un 56 X 12 (9,97 mètres). Il gagnait l'étape, détaché. »

Les coureurs soviétiques ne remportent pas le classement individuel de cette course mais accrochent pour la énième fois le classement par équipes et sa coupe Marcel Cachin

## Palmarès
- 1976
  -  Champion olympique des 100 km contre-la-montre sur route par équipes avec l'équipe de l'URSS (Vladimir Kaminski, Aavo Pikkuus et Valeri Tchaplyguine)
  -  Champion d'URSS du contre-la-montre
  -  Champion d'URSS du contre-la-montre par équipes (avec Vladimir Kaminski, Aavo Pikkuus et Valeri Tchaplyguine)
- 1977
  -  Champion du monde des 100 km contre-la-montre par équipes (avec Vladimir Kaminski, Aavo Pikkuus et Valeri Tchaplyguine)
- 1979
  - 1re étape du Grand Prix cycliste de L'Humanité
  - 2e du Grand Prix cycliste de L'Humanité